# Пембертон (Нью-Джерсі)
Пембертон (англ. Pemberton) — місто (англ. borough) в США, в окрузі Берлінгтон штату Нью-Джерсі. Населення — 1371 особа (2020).

## Географія
Пембертон розташований за координатами 39°58′15″ пн. ш. 74°41′8″ зх. д. / 39.97083° пн. ш. 74.68556° зх. д. (39.970819, -74.685498).  За даними Бюро перепису населення США в 2010 році місто мало площу 1,56 км², з яких 1,52 км² — суходіл та 0,04 км² — водойми.

## Демографія
Згідно з переписом 2010 року, у селищі мешкало 1409 осіб у 581 домогосподарстві у складі 404 родин. Було 642 помешкання
Расовий склад населення:
| - 74,4 % — білих - 15,3 % — чорних або афроамериканців - 3,3 % — азіатів - 0,2 % — корінних американців - 3,1 % — осіб інших рас |

До двох чи більше рас належало 3,8 %. Частка іспаномовних становила 12,7 % від усіх жителів.
За віковим діапазоном населення розподілялося таким чином: 19,0 % — особи молодші 18 років, 67,7 % — особи у віці 18—64 років, 13,3 % — особи у віці 65 років та старші. Медіана віку мешканця становила 43,1 року. На 100 осіб жіночої статі у селищі припадало 90,7 чоловіків;  на 100 жінок у віці від 18 років та старших — 90,5 чоловіків також старших 18 років.
Середній дохід на одне домашнє господарство  становив 76 184 долари США (медіана — 67 098), а середній дохід на одну сім'ю — 85 129 доларів (медіана — 80 625). Медіана доходів становила 61 591 долар для чоловіків та 35 833 долари для жінок. За межею бідності перебувало 15,3 % осіб, у тому числі 42,8 % дітей у віці до 18 років та 0,0 % осіб у віці 65 років та старших.
Цивільне працевлаштоване населення становило 755 осіб. Основні галузі зайнятості: освіта, охорона здоров'я та соціальна допомога — 24,5 %, науковці, спеціалісти, менеджери — 15,6 %, публічна адміністрація — 14,8 %.